# 劉廷諫 (明朝)
劉廷諫（？—？），字感仲，號良哉，順天府通州籍浙江寧海人。明末政治人物、進士出身。

## 生平
劉廷諫為萬曆四十七年（1619年）己未科進士，刑部觀政，天啓元年授刑部廣西司主事，四年升陕西司员外郎、河南司郎中，本年九月調改吏部稽勳司郎中，官至考功司郎中，十二月患病，五年削奪为民。崇祯元年起復原官，候缺起用。李自成陷北京後，廷諫趕忙求見。牛金星對他說：“公老矣，鬚白了。”刘连忙答辩說：“太師用我則鬚自然變黑，某未老也。”授同知。清軍入關后，歸鄉清朝，順治元年，繼任吏部考功司郎中；同年改左僉都御史。

## 家族
曾祖劉憲。祖劉均。父劉躰仁，庠生。